# Aphrophora pulchra
Aphrophora antiqua
Espèce
Synonymes
- †Aphrophora antiqua Förster, 1891.

Aphrophora pulchra est une espèce fossile d'insectes de l'ordre des hémiptères (les hémiptères sont caractérisés par leurs deux paires d'ailes dont l'une, en partie cornée, est transformée en hémiélytre), de la famille des Aphrophoridae dans le genre Aphrophora.

## Classification
L’espèce Aphrophora pulchra est décrite en 1891 par le paléontologue allemand Bruno Förster (1852-1924),, ainsi que l'espèce Aphrophora antiqua.

### Fossiles
Selon Paleobiology Database en 2023, deux collections de fossiles sont référencées, pour trois occurrences, une collection en France, de Brunstatt dans le Haut-Rhin en Alsace, décrite en 1891 par Bruno Förster et une collection en Allemagne, de Kleinkembs, en Bade-Wurtemberg décrite en 1937 par Nicolas Théobald (1903-1981),.
Elles sont toutes les deux de l'Oligocène inférieur ou Rupélien, soit de 33,9 à 28,4 Ma avant notre ère.

### Étymologie
L'épithète spécifique pulchra signifie en latin « beau, belle ».

## Description

### Caractères
Diagnose de Théobald en 1937, : 

« Coll. Förster du Service de la carte géol. Als.-Lorr., à Strasbourg de Brunstatt. N° 918, 978 de la coll. Mieg de Kleinkembs.
Insecte de couleur brun-noir, de taille moyenne, de forme ovale allongée. L'insecte est vu de la face inférieure, la face supérieure apparaît en partie. Tête presque aussi large que le pronotum ; yeux ovales, placés dans les angles postérieurs ; front bombé, finement caréné, orné de sillons divergeant obliquement vers l'arrière en dessous ; ces sillons apparaissent formés d'une série de fins tubercules alignés ; front se prolonge par une trompe de trois articles atteignant les pattes III. Pronotum anguleux en avant ; côté postérieur légèrement échancré, fine carène médiane sur toute la longueur du pronotum ; insertion des pattes vue par transparence ; scutellum triangulaire ; élytres mal conservées. D'après Förster, le clavus est allongé et en forme de coin. Surface des élytres ornée de fines ponctuations ; ailes inférieures bien conservées (v. fig.) ; dépassent longuement l'abdomen. Abdomen assez gros, rétréci vers l'arrière, six segments, dont cinq bien visibles. ».

### Dimensions
Ce spécimen a une longueur totale de 9,2 à 9,7 mm.

### Affinités
« Cette espèce a été décrite et figurée par Bruno Förster d'après un exemplaire mal conservé venant de Brunstatt. Les échantillons de la coll. Mieg de Kleinkembs sont identiques à l'original de Förster, mais de conservation plus parfaite. La nervation des ailes y est très nette. Avec la structure de la tête et du pronotum elle confirme la place du fossile dans le g. Aphrophora Germ.
A. antiqua Förster est identique à A. pulchra Förster. L'échantillon est d'ailleurs tellement mal conservé que l'on ne saurait le décrire. Sa taille est inférieure parce que la tête manque. Mais si on ajoute la longueur correspondante, on obtient les mêmes dimensions pour les deux espèces.
A. pulchra Förster est voisin d’A. moorei Dist. des Indes qui a une longueur de 9,2 mm. Le rostre y atteint aussi les tranches III ; mais le vertex est moins allongé. ».

## Galerie
- Quelques espèces vivantes du genre Aphrophora.
- Aphrophora alni.
- Aphrophora corticea.
- Aphrophora cribrata.
- Aphrophora major.
- Aphrophora pectoralis.
- Aphrophora permutata.
- Aphrophora quadrinotata.
- Aphrophora salicina.

### Publication originale
- [1891] (de) Bruno Förster, « Die Insekten der "Plattigen Steinmergels" von Brunstatt », Abhandlungen zur Geologischen Specialkarte von Elsass-Lothringen, vol. Band 3, no 1,‎ 1891, p. 335-593.